# マディーナ
アル＝マディーナ・アル＝ムナウワラ（المدينة المنوّرة）または単にマディーナ（المدينة）は、アラビア半島の都市で、マッカ（メッカ）に次ぐイスラームの第2の聖地である。メディナともいう。

## 名称
なお、マディーナ（メディナ）は本来アラビア語で「町」を意味する普通名詞であり、北アフリカ（マグリブ）などでは「旧市街」の意味で用いられる。世界遺産のフェズのメディナ、同じく世界遺産のスースのメディナ、マラケシュのメディナなどが有名である。

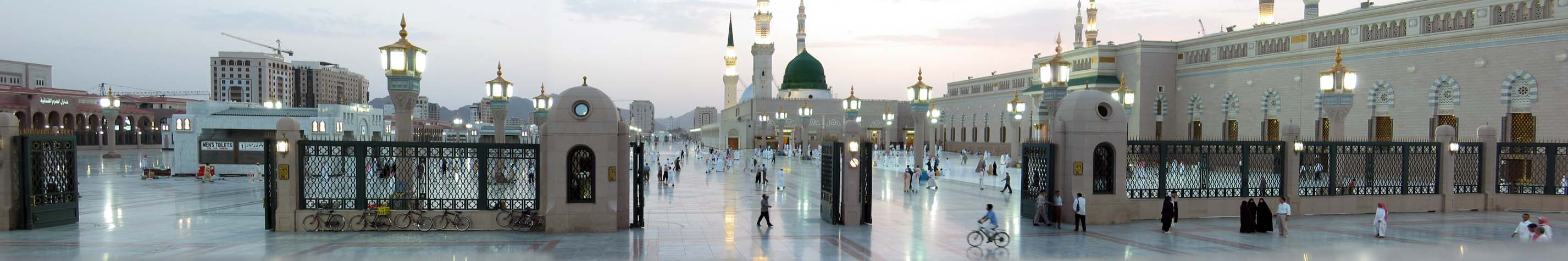
マディーナ

## 概要
半島紅海側のヒジャーズ地方に位置する。現在はサウジアラビアのマディーナ州の州都で、人口は2022年時点で140万人ほどである。
アラビア語で「預言者の町」を意味するマディーナ・アン＝ナビー（madīnat an-nabī）の略。預言者ムハンマドの墓を有する預言者のモスクが町の中心にあり、マッカとあわせて「二聖都（アル・ハラマイン）」と称される。

## 歴史
マッカの北約500kmの地にあって、ムハンマドの時代以前は名前をヤスリブと言い、アラブ人の二部族とユダヤ教徒の数部族が住む町であった。622年、マッカで迫害を受けていたムハンマドは、ヤスリブの部族間の調停を依頼されたのを機にマッカを脱出し、ヤスリブに移住した（ヒジュラ）。ムハンマドは現在の預言者のモスクの場所に住居を置き、イスラム共同体（ウンマ）の建設とマッカとの戦いを指揮し、ここで亡くなった。こうしてイスラム教の聖地となったメディナは、第四代カリフのアリーがイラクのクーファに移るまで、初期のイスラム共同体の首都として機能した。また、この地にはイスラム教史上初のクバー・モスクもある。
かつて、イスラム教徒以外は市内への立ち入りが厳しく制限されていたが、2019年以降は異教徒でも入れるようになった。預言者のモスクやクバー・モスクなどの内部へは依然として入れないものの、建物のすぐ近くから見られるようになった。

## 特色
2006年6月、アブドラ国王主導でMedina Knowledge Economic Cityプロジェクトが立ち上げられた。

## 地理
マディーナ周辺の土壌は主に玄武岩でできている。
紅海から内陸150kmに位置し、海抜は620mである。

## 気候
典型的な砂漠気候であり、非常に降水量が少なく乾燥する。夏は非常に高温であり、最高気温は45℃、最低気温でも30℃以上になる日も多い。雨は秋から春を中心に降り、夏はほとんど見られない。
| マディーナ (1985–2010)の気候         | マディーナ (1985–2010)の気候 | マディーナ (1985–2010)の気候 | マディーナ (1985–2010)の気候 | マディーナ (1985–2010)の気候 | マディーナ (1985–2010)の気候 | マディーナ (1985–2010)の気候 | マディーナ (1985–2010)の気候 | マディーナ (1985–2010)の気候 | マディーナ (1985–2010)の気候 | マディーナ (1985–2010)の気候 | マディーナ (1985–2010)の気候 | マディーナ (1985–2010)の気候 | マディーナ (1985–2010)の気候 |
| 月                                   | 1月                          | 2月                          | 3月                          | 4月                          | 5月                          | 6月                          | 7月                          | 8月                          | 9月                          | 10月                         | 11月                         | 12月                         | 年                           |
| ------------------------------------ | ---------------------------- | ---------------------------- | ---------------------------- | ---------------------------- | ---------------------------- | ---------------------------- | ---------------------------- | ---------------------------- | ---------------------------- | ---------------------------- | ---------------------------- | ---------------------------- | ---------------------------- |
| 最高気温記録 °C （°F）               | 33.2 (91.8)                  | 36.6 (97.9)                  | 40.0 (104)                   | 43.0 (109.4)                 | 46.0 (114.8)                 | 47.0 (116.6)                 | 49.0 (120.2)                 | 48.4 (119.1)                 | 46.4 (115.5)                 | 42.8 (109)                   | 36.8 (98.2)                  | 32.2 (90)                    | 49.0 (120.2)                 |
| 平均最高気温 °C （°F）               | 24.2 (75.6)                  | 26.6 (79.9)                  | 30.6 (87.1)                  | 35.3 (95.5)                  | 39.6 (103.3)                 | 42.9 (109.2)                 | 42.9 (109.2)                 | 43.7 (110.7)                 | 42.3 (108.1)                 | 37.3 (99.1)                  | 30.6 (87.1)                  | 26.0 (78.8)                  | 35.2 (95.4)                  |
| 日平均気温 °C （°F）                 | 17.9 (64.2)                  | 20.2 (68.4)                  | 23.9 (75)                    | 28.5 (83.3)                  | 33.0 (91.4)                  | 36.3 (97.3)                  | 36.5 (97.7)                  | 37.1 (98.8)                  | 35.6 (96.1)                  | 30.4 (86.7)                  | 24.2 (75.6)                  | 19.8 (67.6)                  | 28.6 (83.5)                  |
| 平均最低気温 °C （°F）               | 11.6 (52.9)                  | 13.4 (56.1)                  | 16.8 (62.2)                  | 21.2 (70.2)                  | 25.5 (77.9)                  | 28.4 (83.1)                  | 29.1 (84.4)                  | 29.9 (85.8)                  | 27.9 (82.2)                  | 22.9 (73.2)                  | 17.7 (63.9)                  | 13.6 (56.5)                  | 21.5 (70.7)                  |
| 最低気温記録 °C （°F）               | 1.0 (33.8)                   | 3.0 (37.4)                   | 7.0 (44.6)                   | 11.5 (52.7)                  | 14.0 (57.2)                  | 21.7 (71.1)                  | 22.0 (71.6)                  | 23.0 (73.4)                  | 18.2 (64.8)                  | 11.6 (52.9)                  | 9.0 (48.2)                   | 3.0 (37.4)                   | 1.0 (33.8)                   |
| 降水量 mm （inch）                   | 6.3 (0.248)                  | 3.1 (0.122)                  | 9.8 (0.386)                  | 9.6 (0.378)                  | 5.1 (0.201)                  | 0.1 (0.004)                  | 1.1 (0.043)                  | 4.0 (0.157)                  | 0.4 (0.016)                  | 2.5 (0.098)                  | 10.4 (0.409)                 | 7.8 (0.307)                  | 60.2 (2.37)                  |
| 平均降雨日数                         | 2.6                          | 1.4                          | 3.2                          | 4.1                          | 2.9                          | 0.1                          | 0.4                          | 1.5                          | 0.6                          | 2.0                          | 3.3                          | 2.5                          | 24.6                         |
| % 湿度                               | 38                           | 31                           | 25                           | 22                           | 17                           | 12                           | 14                           | 16                           | 14                           | 19                           | 32                           | 38                           | 23                           |
| 出典：Jeddah Regional Climate Center |                              |                              |                              |                              |                              |                              |                              |                              |                              |                              |                              |                              |                              |

## 経済
マディーナは周辺でナツメヤシが栽培されており、有名である。

## 交通

### 空港
- プリンス・モハンマド・ビン・アブドゥルアズィーズ国際空港

### 鉄道
- ハラマイン高速鉄道

## 教育
- メディナ・イスラーム大学（英語版）
- タイバ大学（英語版）

## スポーツ
- オホド・クラブ